# كوريز (إقليم فرنسي)
كوريز (بالفرنسية: Corrèze)‏ هو إقليم فرنسي تابع لمنطقة ليموزان. عدد سكانه 239,784 نسمة وفق تعداد عام 2021. الكثافة السكانية في الإقليم 40.93 نسمة لكل كيلومتر مربع. [بحاجة لمصدر] أخذ اسمه من نهر كوريز .

خارطة الإقليم

## معرض صور

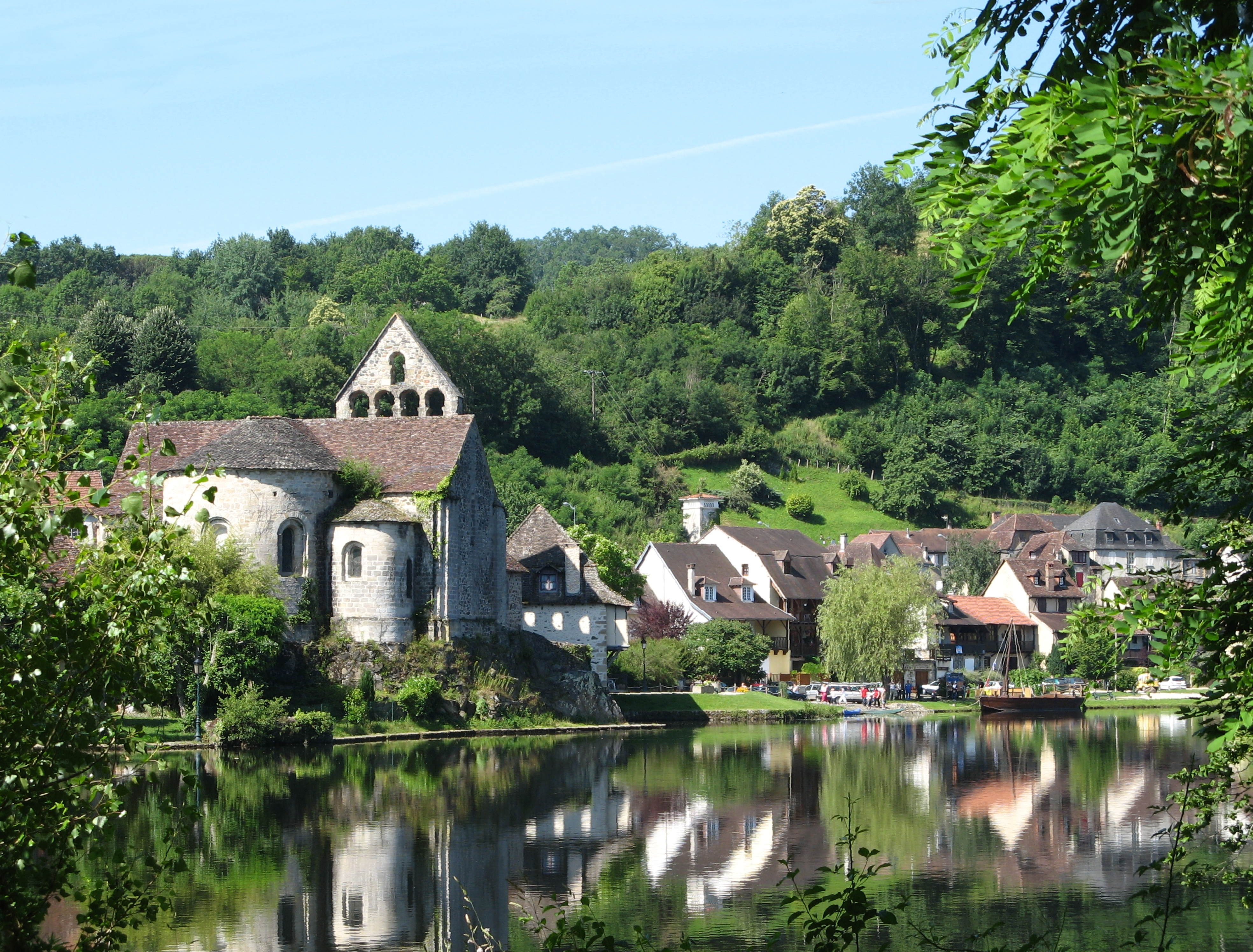
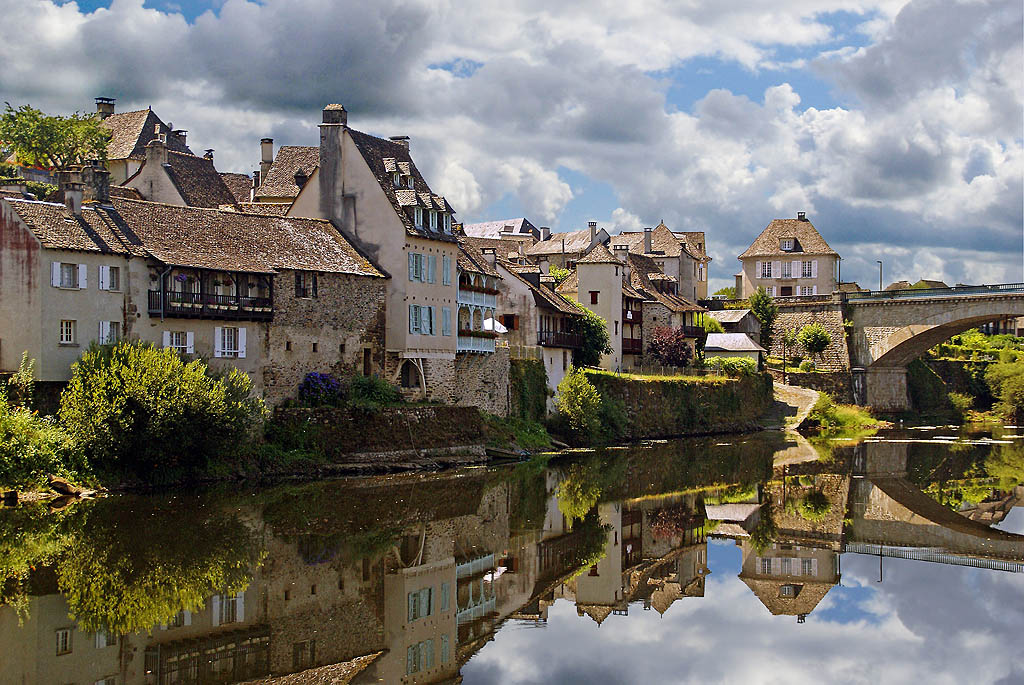
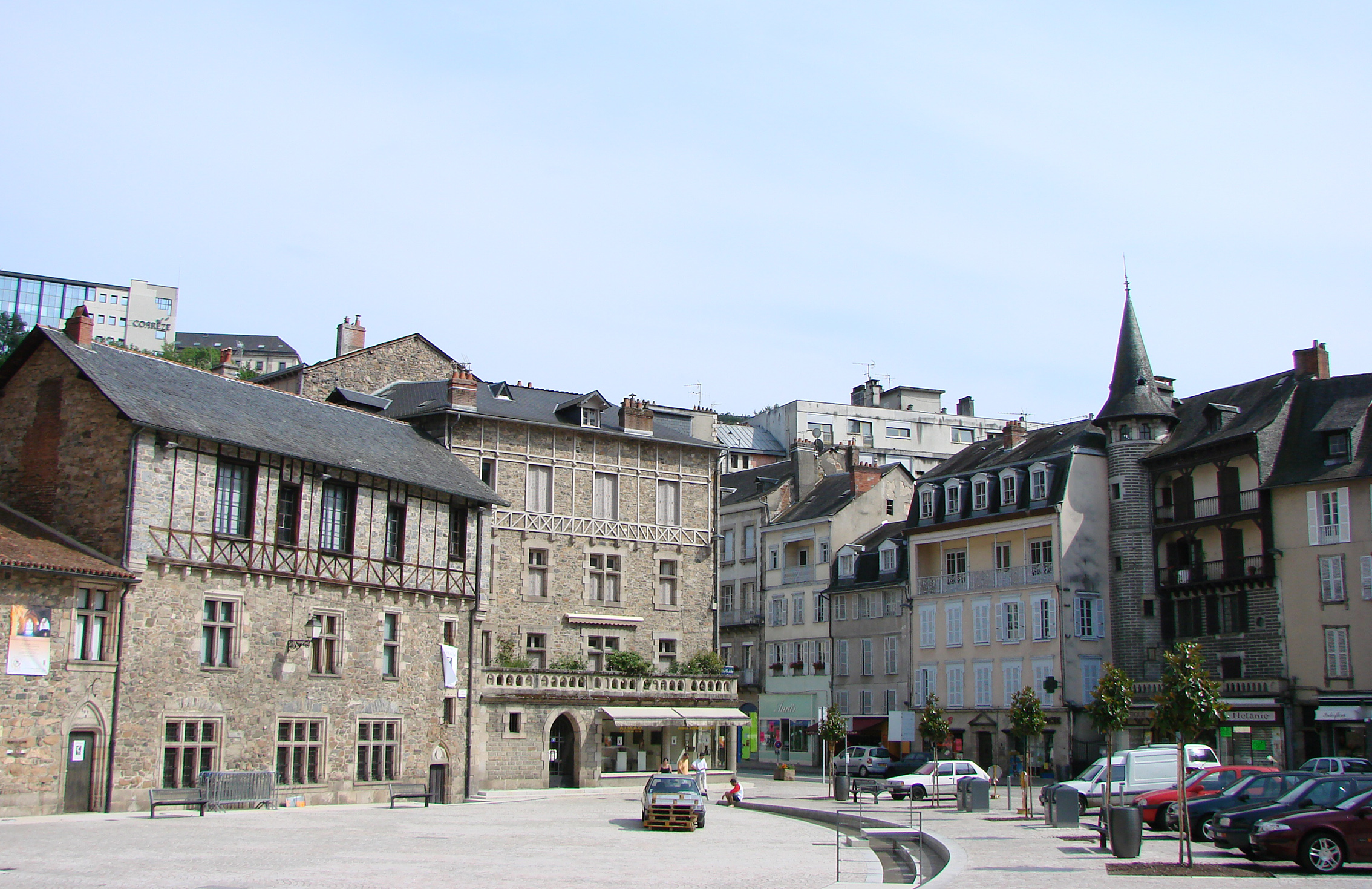
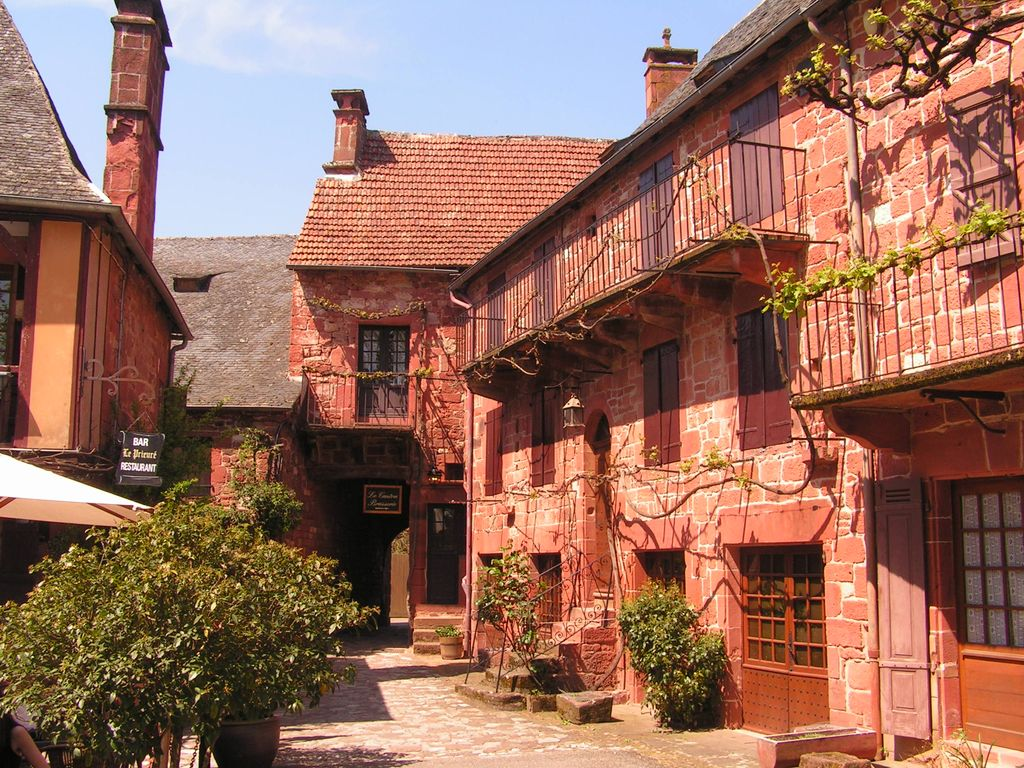
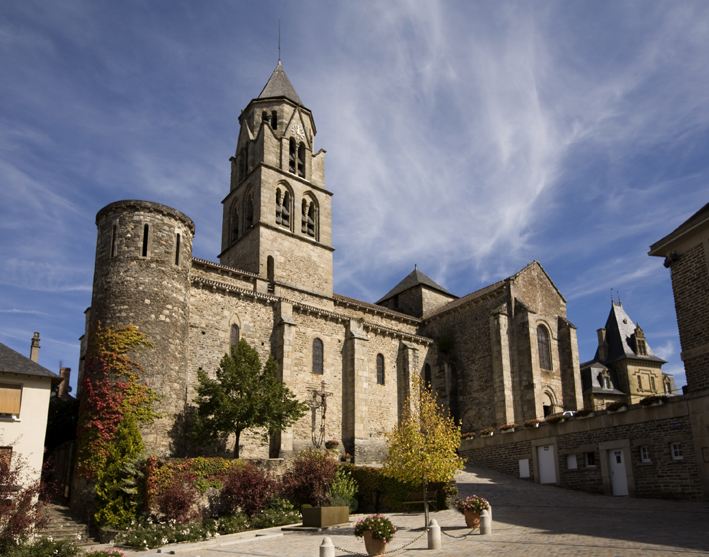